# Pulau Talango Tengah
Pulau Talango Tengah är en ö i Indonesien.   Den ligger i provinsen Jawa Timur, i den västra delen av landet, 900 km öster om huvudstaden Jakarta. Arean är 0,68 kvadratkilometer.
Terrängen på Pulau Talango Tengah är mycket platt. Öns högsta punkt är 7 meter över havet. Den sträcker sig 0,8 kilometer i nord-sydlig riktning, och 1,2 kilometer i öst-västlig riktning.